# 優しい日々
『優しい日々』（やさしいひび）は、sarahの4枚目のオリジナル・アルバム。2000年5月24日にZEBRAZONEから発売された。

## 概要

### アルバム解説
- ZEBRAZONE移籍後初のアルバムである[2]。前作『真昼の夢 夜の庭』から2年ぶりの発売となった[3]。
- 初回製造分はスリーブジャケット仕様となっている。
- 本アルバムがsarahが発表した最後の作品となっており、2002年6月にはテイチクエンタテインメントを退社している[4][5]。以降の動向は不明となっている。

### 楽曲解説
- 9曲目「赤い花 白い花」は、銅版画家の中林三恵が高校時代に作った楽曲で[6]、そのカバーとなっている。

## 収録曲
| #         | タイトル                        | 作詞                        | 作曲      | 編曲                                    | 時間  |
| --------- | ------------------------------- | --------------------------- | --------- | --------------------------------------- | ----- |
| 1.        | 「SAR」                         | -                           | 佐藤正治  | 佐藤正治                                | 0:40  |
| 2.        | 「優しい日々」                  | sarah 増山龍太              | 高橋和哉  | 佐藤正治                                | 3:44  |
| 3.        | 「天真爛漫（Album Mix）」       | 遠藤響子                    | 坂本裕介  | 坂本裕介                                | 5:32  |
| 4.        | 「モニュメント」                | sarah 増山龍太              | 高橋和哉  | 佐藤正治                                | 5:01  |
| 5.        | 「あ〜 良かった」               | 佐藤正治                    | 佐藤正治  | 佐藤正治                                | 3:28  |
| 6.        | 「あたたかな夢」                | 遠藤響子                    | 宮沢和史  | 佐藤正治                                | 4:34  |
| 7.        | 「光と影」                      | 遠藤響子                    | 佐藤正治  | 佐藤正治 柏木広樹（Cello Ensemble編曲） | 5:12  |
| 8.        | 「私を呼ぶひと（Deja vu Mix）」 | 小峰公子                    | 佐藤正治  | 佐藤正治 草間敬                         | 3:56  |
| 9.        | 「赤い花 白い花」               | 中林三恵                    | 中林三恵  | 佐藤正治                                | 3:36  |
| 10.       | 「We're gonna go home」         | 宮沢和史 佐藤正治（補作詞） | 佐藤正治  | 佐藤正治                                | 4:57  |
| 11.       | 「ありがとう」                  | 藤川なが子                  | 佐藤隆    | 佐藤正治                                | 3:10  |
| 12.       | 「RAH」                         | -                           | 佐藤正治  | 佐藤正治                                | 0:48  |
| 合計時間: | 合計時間:                       | 合計時間:                   | 合計時間: | 合計時間:                               | 44:38 |

## タイアップ
| 曲名     | タイアップ         |
| -------- | ------------------ |
| 天真爛漫 | さくら銀行CMソング |

## ミュージシャン
| 優しい日々 - パーカッション：佐藤正治 - コンピュータープログラミング：佐藤正治 - アコースティックギター：告井延隆 - チェロ：柏木広樹 - キーボード：古川悦子 - クラリネット：矢口博康 天真爛漫（Album Mix） - アコースティックギター：古川昌義 - リコーダー：栗原正己 - All other instruments：坂本裕介 モニュメント - ドラムス：佐藤正治 - パーカッション：佐藤正治 - コンピュータープログラミング：佐藤正治 - エレクトリックベース：早川哲也 - ソプラノサックス：矢口博康 あ〜 良かった - ドラムス：佐藤正治 - パーカッション：佐藤正治 - コンピュータープログラミング：佐藤正治 - エレクトリックギター：高山一也 - エレクトリックベース：富倉安生 あたたかな夢 - ドラムス：佐藤正治 - パーカッション：佐藤正治 - コンピュータープログラミング：佐藤正治 - エレクトリックベース：富倉安生 | 光と影 - ボイスオーケストラ：佐藤正治 - アコースティックギター：佐藤正治、古川昌義 - コンピュータープログラミング：佐藤正治 - アコースティックベース：早川哲也 - チェロ：柏木広樹 私を呼ぶひと（Deja vu Mix） - パーカッション：佐藤正治 - アコースティックギター：古川昌義 - ナイロンギター：告井延隆 - ベース：早川哲也 - コンピュータープログラミング：佐藤正治、草間敬 - レコーディングエンジニア：赤川新一 - ミキシングエンジニア：草間敬 赤い花 白い花 - パーカッション：佐藤正治 - コンピュータープログラミング：佐藤正治 We're gonna go home - パーカッション：佐藤正治 - コンピュータープログラミング：佐藤正治 - ナイロンギター：告井延隆 - ベース：早川哲也 ありがとう - アコースティックピアノ：遠藤響子 |

## スタッフクレジット
| イメージクリエイト           | sarah                                                                               |
| サウンドプロデューサー       | 佐藤正治                                                                            |
| A&Rディレクター              | 野口晃（テイチクエンタテインメント）                                                |
| プロモーションスタッフ       | Naoya Koizumi（テイチクエンタテインメント）、大江敏雄（テイチクエンタテインメント） |
| レコーディングエンジニア     | 赤川新一、小寺秀樹、坂本裕介                                                        |
| ミキシングエンジニア         | 赤川新一、山田直樹                                                                  |
| マスタリングエンジニア       | 原田光晴                                                                            |
| アートディレクション         | 原伸一                                                                              |
| デザイン                     | 乗上拓摩（RICE）                                                                    |
| フォトグラフィ               | 植田敦                                                                              |
| ヘアー&メイクアップ          | 杉田和人                                                                            |
| スタイリスト                 | Mitsuko Funo                                                                        |
| スーパーバイザー             | 新井雄貴（ビーンズ）                                                                |
| エグゼクティブプロデューサー | 庄司孝之（テイチクエンタテインメント）                                              |